# Lerzan Bengisu
Lerzan Bengisu   (Istanbul, 1906 - Istanbul, 1978) va ser una de les primeres escultores turques. Va estudiar a la Universitat de Belles Arts Mimar Sinan i al Conservatori d'Istanbul. Va treballar com a professora de música al Liceu de Noies d'Istanbul als anys 30.
El mes de juliol de 1958 va obrir la seva primera exposició fora de Turquia, als Estats Units, concretament a San Francisco i Nova York. L'any 1959 va guanyar un premi a París per una escultura seva feta de fusta d'olivera. La seva estatua Barış (Pau) feta el 1974 es troba al Parc de Gezi a Taksim, Beyoğlu, Istanbul.
El seu marit va ser el doctor Naci Bengisu (1901-1978), i el seu fill el també doctor Ünal Bengisu, dos dels més prominents oftalmòlegs de Turquia.